# Opius bouceki
Opius bouceki är en stekelart som beskrevs av Fischer 1958. Opius bouceki ingår i släktet Opius och familjen bracksteklar. Inga underarter finns listade i Catalogue of Life.